# Gobierno Lars Løkke Rasmussen II
El segundo gobierno de Lars Løkke Rasmussen fue el gobierno de Dinamarca que ocupó el cargo entre el 28 de junio de 2015 y el 28 de noviembre de 2016, cuando asumió el tercer gabinete de Lars Løkke Rasmussen.
Fue un gobierno minoritario de partido único formado por Venstre, el primero desde el quinto gobierno de Anker Jørgensen en 1981-82. Fue apoyado por el Partido Popular Danés, la Alianza Liberal y el Partido Popular Conservador .

## Lista de ministros
El gabinete estuvo conformado por:
| Ministerio                                          | Ministro                 | Partido | Partido | Inicio                   | Término                  |
| --------------------------------------------------- | ------------------------ | ------- | ------- | ------------------------ | ------------------------ |
| Primer Ministro                                     | Lars Løkke Rasmussen     |         | Venstre | 28 de junio de 2015      | 28 de noviembre de 2016  |
| Ministro de Hacienda                                | Claus Hjort Frederiksen  |         | Venstre | 28 de junio de 2015      | 28 de noviembre de 2016  |
| Ministro de Relaciones Exteriores                   | Kristian Jensen          |         | Venstre | 28 de junio de 2015      | 28 de noviembre de 2016  |
| Ministro de Cultura y Asuntos Religiosos            | Bertel Haarder           |         | Venstre | 28 de junio de 2015      | 28 de noviembre de 2016  |
| Ministro de Transporte y Construcción               | Hans Christian Schmidt   |         | Venstre | 28 de junio de 2015      | 28 de noviembre de 2016  |
| Ministro de Medio Ambiente y Alimentación           | Eva Kjer Hansen          |         | Venstre | 28 de junio de 2015      | 29 de febrero de 2016    |
| Ministro de Medio Ambiente y Alimentación           | Esben Lunde Larsen       |         | Venstre | 29 de febrero de 2016    | 28 de noviembre de 2016  |
| Ministro de Negocios y Crecimiento                  | Troels Lund Poulsen      |         | Venstre | 28 de junio de 2015      | 28 de noviembre de 2016  |
| Ministra de Inmigración, Integración y Vivienda     | Inger Støjberg           |         | Venstre | 28 de junio de 2015      | 28 de noviembre de 2016  |
| Ministra de Asuntos Sociales e Interior             | Karen Ellemann           |         | Venstre | 28 de junio de 2015      | 28 de noviembre de 2016  |
| Ministro de Justicia                                | Søren Pind               |         | Venstre | 28 de junio de 2015      | 28 de noviembre de 2016  |
| Ministro de Defensa Ministro de Cooperación Nórdica | Carl Holst               |         | Venstre | 28 de junio de 2015      | 30 de septiembre de 2015 |
| Ministro de Defensa Ministro de Cooperación Nórdica | Peter Christensen        |         | Venstre | 30 de septiembre de 2015 | 28 de noviembre de 2016  |
| Ministro de Energía, Abastecimiento y Clima         | Lars Christian Lilleholt |         | Venstre | 28 de junio de 2015      | 28 de noviembre de 2016  |
| Ministra de Infancia, Educación y Equidad de Género | Ellen Trane Nørby        |         | Venstre | 28 de junio de 2015      | 28 de noviembre de 2016  |
| Ministra de Salud y Ancianos                        | Sophie Løhde             |         | Venstre | 28 de junio de 2015      | 28 de noviembre de 2016  |
| Ministro de Impuestos                               | Karsten Lauritzen        |         | Venstre | 28 de junio de 2015      | 28 de noviembre de 2016  |
| Ministro de Educación Superior e Investigación      | Esben Lunde Larsen       |         | Venstre | 28 de junio de 2015      | 29 de febrero de 2016    |
| Ministro de Educación Superior e Investigación      | Ulla Tørnæs              |         | Venstre | 29 de febrero de 2016    | 28 de noviembre de 2016  |
| Ministro de Trabajo                                 | Jørn Neergaard Larsen    |         | Venstre | 28 de junio de 2015      | 28 de noviembre de 2016  |